# Pink Panther and Pals
Pink Panther and Pals là một sê-ri phim hoạt hình dựa trên loạt phim hoạt hình Chú Báo Hồng của DePatie-Freleng từ năm 1960, được sản xuất bởi Desert Panther Production và Rubicon Studios với sự kết hợp của Mirisch-Geoffrey-DePatie-Freleng và MGM Television. Sê-ri được công chiếu trên Cartoon Network vào ngày 7 tháng 3 năm 2010 vào lúc 7 giờ 30 phút sáng (theo giờ Mỹ). Chương trình cũng được công chiếu tại Anh trên kênh Boomerang vào ngày 19 tháng 4 cùng năm lúc 4 giờ chiều (theo giờ Anh).
Mỗi tập phim gồm 2 phim ngắn Chú Báo Hồng và 1 phim ngắn Kiến và Lợn Đất.

## Nội dung

### Chú Báo Hồng
Dùng lại nhân vật cùng tên của DePatie-Freleng từ năm 1960-1970, từ chỉ đạo nghệ thuật, diễn xuất im lặng, nhạc phim và nội dung. Chú Báo Hồng im lặng suốt phim. Ông Lùn Trắng được đổi tên thành "Mũi To" trong sê-ri này và lồng tiếng bởi Alex Nussbaum. Con ngựa của Báo Hồng và con chó thân thiết của Mũi To cũng đã được giới thiệu lại.

### Kiến và Lợn Đất
Kiến và Lợn Đất (The Ant and the Aardvark) dựa trên nhân vật của DePatie-Freleng. Trong phiên bản này, lợn đất (Eddie Garvar lồng tiếng, với phong cách của John Byner) từ nhân vật cổ điển cũng được giữ lại. Chú kiến do Kel Mitchell lồng tiếng. Bối cảnh được diễn ra tại một khu rừng với nhiều nhân vật mới.

## Nhân vật
- Báo Hồng: Là nhân vật chính trong loạt phim này. Anh ấy rất tốt bụng và hay giúp đỡ, cảm hóa những nhân vật đi theo phe Mũi To.
- Mũi To: Là bản mới của "Ông Lùn Trắng" từ bản cũ. Ông ta là hàng xóm của Chú Báo Hồng và không bao giờ đối xử tử tế với Chú Báo Hồng. Ông ta luôn luôn đối đầu Báo Hồng trong mọi chuyện. Ngoại hình nhỏ, có mũi to và có ria mép, da màu trắng. Ông có một con chó, khác chủ, nó gần như không có mâu thuẫn với Báo Hồng.
- Con Chó: Con chó của Mũi To, rất dễ thương và đáng yêu. Giống như chủ, nó có màu trắng. Nó thường không ngại thể hiện sự không hài lòng với Báo Hồng. Nhưng nó thích thưởng thức những hoạt động của Pink chẳng hạn như nghe nhạc và nhảy.
- Con Ngựa: Con ngựa của Báo Hồng, dựa trên nguyên tác con ngựa rắc rối cho Báo Hồng trong một vài tập cũ.
- Kiến: Một con kiến đỏ. Nó khá sắc sảo và thông minh. Thể lực cũng khỏe, có thể mang một vật nặng gấp 10 lần cơ thể.
- Lợn đất: Một con lợn đất xanh luôn muốn ăn kiến. Nó rất láu lỉnh, lén lút và thường tự lảm nhảm chuyện gì đang xảy ra.

## Lồng tiếng
- Kel Mitchell - Kiến
- Eddie Garvar - Lợn Đất
- Alex Nussbaum - Mũi To